# Sistemas Alternativos y Aumentativos de Comunicación
Los Sistemas Aumentativos y Alternativos de Comunicación (SAAC) son formas de expresión distintas al lenguaje hablado, tienen como objetivo aumentar y/o compensar las dificultades de comunicación y lenguaje de muchas personas con discapacidad, es decir, conseguir una comunicación funcional que le permita expresar sus necesidades, pensamientos, opiniones y emociones, alcanzando una mayor integración social y un desarrollo personal.

## Uso más común
Entre las causas que pueden hacer necesario el uso de un SAAC, está la parálisis cerebral, la discapacidad intelectual, los trastornos del espectro autista, la esclerosis lateral amiotrófica, la esclerosis múltiple, el párkinson, las distrofias musculares, los traumatismos craneoencefálicos y las afasias, entre muchas otras. El uso de SAAC no se dirige a recuperar el lenguaje oral, pero contribuye a incentivarlo y a dotar a una persona de una ayuda para comunicarse.
Los SAAC no son exclusivos de personas con trastornos de la comunicación, todas las personas usamos de ello diariamente mediante los elementos paralingüísticos.

## Tipos
Los SAAC se dividen en:
1. Sistemas de comunicación sin ayuda: La persona tiene que estar presente, ya que no proporcionan una salida de voz, ni equipo electrónico. Este sistema se da a conocer por los gestos, lenguaje corporal, lengua de signos y tableros con letras, palabras, números o símbolos especiales.
2. Sistemas de comunicación con ayuda: La persona puede construir mensajes que pueden ser comunicados a través de la voz electrónica o aparecer en una pantalla.[4]

Para indicar los símbolos gráficos en los tableros, comunicadores, etc. Hay cinco estrategias:
1. Selección directa: consiste en señalar o pulsar las teclas directamente para indicar las palabras, letras o pictogramas que se quieren comunicar. Las formas de señalar puede ser con el dedo, con la mirada o con otras partes del cuerpo.
2. Selección con ratón: solo es posible para productos electrónicos, consiste en, mediante un ratón, acceder a teclados o cuadrículas con símbolos para la comunicación en pantalla. Se puede usar  joystick, ratón facial, el ratón controlado con la mirada o conmutadores.
3. Exploración o barrido dependiente: hace falta la ayuda de una persona externa que tendrá que ir señalando en el tablero o libro, fila por fila, grupo por grupo, los símbolos o letras, hasta que la persona con dificultades de comunicación haga un gesto pactado con esa persona para saber que eso que ésta señalando es lo que quiere comunicar.
4. Exploración o barrido independiente: Se diferencia del anterior, en que en vez de haber una persona indicando las filas o columnas lo hace un sistema de barrido del ordenador, por lo tanto este sistema es exclusivo para productos electrónicos. La persona que quiere comunicar se podrá seleccionar el mensaje mediante un pulsador o conmutador.
5. Selección codificada: en este caso cada símbolo o letra tiene un código, por ejemplo un número de dos o tres cifras, un color y un número, de manera que el hablante asistido indica de forma directa o por barrido este código para transmitir el símbolo o letra. De esta forma con pocas teclas o casillas puede acceder a un gran número de símbolos.

Cada sistema se adapta a las necesidades de cada persona según edad y capacidades motrices, cognitiva y lingüística.

## Ventajas y desventajas
| VENTAJAS                                                                  | DESVENTAJAS                                                      |
| ------------------------------------------------------------------------- | ---------------------------------------------------------------- |
| Contribuyen a mejorar la comunicación y la emisión del mensaje.           | Unidireccionalidad comunicativa                                  |
| Contribuyen a la competencia social del usuario, evitando el aislamiento. | El círculo de interlocutores es reducido.                        |
| Favorece la capacidad de expresión, la formación de conceptos.            | Se pueden llegar a consolidar estilos comunicativos inadecuados. |
| Fácil de utilizarlo en la vida diaria.                                    | Algunos recursos son lentos y requieren memorización.            |